# Sergueï Taneïev
 (mai 2009).
Si vous disposez d'ouvrages ou d'articles de référence ou si vous connaissez des sites web de qualité traitant du thème abordé ici, merci de compléter l'article en donnant les références utiles à sa vérifiabilité et en les liant à la section « Notes et références ».
Sergueï Ivanovitch Taneïev (en russe : Сергей Иванович Танеев), né le 13 novembre 1856 (25 novembre 1856 dans le calendrier grégorien) à Vladimir et mort le 6 juin 1915 (19 juin 1915 dans le calendrier grégorien) à Dioudkovo près de Moscou, est un compositeur russe.

## Biographie
Né dans une famille de la noblesse, de grande culture, il fut très tôt en contact avec la musique. Son oncle à la mode de Bretagne, Alexandre Taneïev, était lui-même compositeur. Il commença à apprendre le piano à cinq ans, et entra au Conservatoire de Moscou en 1866, l'année même de sa fondation. Il y eut pour professeur Tchaïkovski pour la composition et Nikolaï Rubinstein, le fondateur, pour le piano, ainsi que Ferdinand Laub pour la classe d'orchestre et de violon. Il l'acheva en 1875, et fut le premier étudiant à remporter le premier prix dans les deux disciplines.
Cette même année, il fit ses débuts au concert en interprétant au piano le Premier concerto de Brahms, et plus tard le Premier de Tchaïkovski. Celui-ci apprécia beaucoup son jeu, et lui demanda de créer son Second. Après sa mort, Taneïev complètera et créera son Troisième concerto.
Il partit ensuite pour Paris, où il demeura quelques années et rencontra entre autres Ivan Tourgueniev, Gustave Flaubert, César Franck et Camille Saint-Saëns.
En 1878, il devint professeur de composition au Conservatoire de Moscou, et en fut même le directeur de 1885 à 1889. Parmi ses élèves, sur lesquels il eut une importante influence, se trouvaient Alexandre Scriabine, Sergueï Rachmaninov, Reinhold Glière, Paul Juon, Nikolaï Medtner, Arseni Korechtchenko, Vsevolod Petrovitch Zaderatski
Ami de la famille de Léon Tolstoï, il passa dans leur maison les étés de 1895 et 1896. L'attachement que lui montra la comtesse Sophie, l'épouse de Tolstoï, correspondant au moment où celui-ci s'éloignait de plus en plus de sa vie familiale, embarrassa leurs enfants et rendit Tolstoï jaloux.
Les dernières années de Taneïev furent assombries par l'alcoolisme. Il mourut d'une pneumonie en 1915, peu de temps après avoir assisté aux funérailles de son élève Scriabine.

## Compositions

### Orchestrales
- 4 symphonies
  - Symphonie no 1 en mi mineur, 1873/74
  - Symphonie no 2 en si bémol mineur (Adagio-Allegro, Andante, Allegro), 1878
  - Symphonie no 3 en ré mineur, 1884
  - Symphonie no 4 en ut mineur op. 12 (Allegro molto, Adagio, Scherzo, Finale : Allegro energico), 1898
- Suite de concert pour violon et orchestre, op. 28 (1909)
- Ouverture de concert, « Oresteia » op. 6 (1889)
- Concerto pour piano en mi bémol majeur (1876, seuls deux mouvements achevés) partition

### Vocales
- Oresteïa, opéra d'après Eschyle (1884-94)[1]
- Saint Jean Damascène, cantate op.1 (1884)
- Après la lecture d'un psaume, cantate op.36 (1915)
- 16 chœurs a cappella d'après Constantin Balmont, op. 35 (1912/13, 8 chœurs conservés)
- Chœurs religieux et populaires
- Lieder (notamment en espéranto)

### Musique de chambre
- Sonate pour violon en la mineur (1911)
- Neuf quatuors à cordes
  - Quatuor à cordes nº 1 en si mineur, op. 4 (1890)[2]
  - Quatuor à cordes nº 2 en ut majeur, op. 5 (1894/95)
  - Quatuor à cordes nº 3 en ré mineur, op. 7 (1886, rev. 1896)[3]
  - Quatuor à cordes nº 4 en la mineur, op. 11 (1898/99)[4]
  - Quatuor à cordes nº 5 en la majeur, op. 13 (1902/03)
  - Quatuor à cordes nº 6 en si bémol majeur, op. 19 (1903-05)[5]
  - Quatuor à cordes n° 7 en mi bémol majeur (1880, pub. posthume)
  - Quatuor à cordes n° 8 en ut majeur (1883, pub. posthume)
  - Quatuor à cordes n° 9 en la majeur (1883, pub. posthume)
- Deux quintettes à cordes
  - Quintette à cordes en sol majeur, op. 14 pour 2 violons, alto et 2 violoncelles (1901)[6]
  - Quintette à cordes en ut majeur, op. 16 pour 2 violons, 2 altos et violoncelle (1903/04)
- Trois trios à cordes
  - Trios à cordes en ré majeur, pour violon, alto et violoncelle (1879/80)
  - Trios à cordes en ré majeur, op. 21 pour 2 violons et alto (1907)
  - Trios à cordes en mi bémol majeur, op. 31 pour violon, alto et alto-ténor (1910/11)
  - Trios à cordes en si mineur, pour violon, alto et violoncelle (1913, fragments)
- Avec piano
  - Trio avec piano en ré majeur, op. 22 (1906-08)[7]
  - Quatuor avec piano en mi majeur, op. 20 (1902-06)
  - Quintette pour piano et cordes en sol mineur, op. 30 (1910/11)[8]
- Pièces pour orgue et piano (dont un fameux Prélude et Fugue)